# Jacob Viner
Jacob Viner (nacido el 3 de mayo de 1892 en Montreal, y fallecido el 12 de septiembre de 1970) fue un economista canadiense de origen rumano, fundador de la Escuela de Chicago.
Su tesis doctoral fue dirigida por Frank Taussig, economista especializado en  Comercio Internacional. Ejerció de profesor universitario y también fue consejero de la Secretaría del Tesoro, bajo el mandato de Roosevelt. Durante la Segunda Guerra Mundial colaboró con Alvin Hansen en asuntos relacionados con la guerra y el Ministerio de Asuntos Exteriores.
Considerado uno de los profesores más duros de Chicago y Princeton, tuvo a Milton Friedman como alumno. Criticó duramente a Keynes durante la Gran Depresión y apoyó sin reservas el programa estadounidense de armamento nuclear. 
Realizó importantes colaboraciones relacionadas con el pensamiento de la Historia económica y el Comercio Internacional. Su obra fundamental sobre el pensamiento de Historia económica es  Studies in the Theory of International Trade.

## Ideas fundamentales
En España su obra más conocida es Comercio Internacional y Desarrollo Económico International Trade and Economic Development donde analiza precios, elasticidades de demanda con respecto a precios, masas monetarias y tipos de cambio, en un contexto de comercio internacional. La utilidad marginal decreciente para Viner tiene una base psicológica y la ley de rendimientos decrecientes es una ley tecnológica.
Para Jacob Viner, las grandes crisis comerciales que afectan al mundo  requieren de un tratamiento ad hoc inmediato y el tipo de cambio no es sinónimo de precios relativos. El efecto renta, cambios en la riqueza, la elasticidad de la demanda con respecto a la renta y la elasticidad con respecto al precio, además de cambios en expectativas de precios futuros y activos líquidos, deben ser tenidos en cuenta a la hora de determinar el tipo de cambio.